# ナンヨウマンタ
ナンヨウマンタ (Mobula alfredi) は、トビエイ目イトマキエイ科イトマキエイ属（トビエイ科オニイトマキエイ属とする説もあり）に分類される軟骨魚。かつてオニイトマキエイ(Mobula birostris)と混同されていた。

## 分類
本種は1868年、オーストラリア博物館館長であるGerard Krefftによって記載された。英国王室メンバーとして最初にオーストラリアを訪れたアルフレッド・アーネスト・アルバートに敬意を表して、M.アルフレディ（Manta alfredi）と命名した。
本種はかつてオニイトマキエイ（Manta birostris）と混同されていたが、2009年12月、和名オニイトマキエイと呼ばれていた種は実は2種に分類できるという研究論文が発表され、それぞれの種に「Manta birostris」「Manta alfredi」の学名が与えられた。
これを受け、沖縄美ら海水族館、海遊館、エプソン品川アクアスタジアム（現・アクアパーク品川）がそれぞれの飼育個体について調査した結果、飼育している種はManta birostrisではなくそれまでシノニムとされてきたManta alfrediと判明し、この種の和名に「ナンヨウマンタ」を用いることとした。この種の和名としては「ナンヨウマンタ」のほかに「リーフオニイトマキエイ」が提唱されたが、日本魚類学会によって「ナンヨウマンタ」が標準和名とされた。
また2017年、ミトコンドリアDNAの分析に基づき、ナンヨウマンタを含むオニイトマキエイ属（Manta）はイトマキエイ属（Mobula）に再分類されたため、学名がMobula alfrediに変更され、それまで使われていた学名はシノニムManta alfrediとされた。

## 分布
インド洋（紅海、南アフリカ）、太平洋（タイから西オーストラリアにかけて。北は八重山諸島、南はニューサウスウェールズ州Solitary Islands。東はフランス領ポリネシアとハワイ諸島まで）の熱帯・亜熱帯海域。サンゴ礁周辺に広く分布する。

## 形態

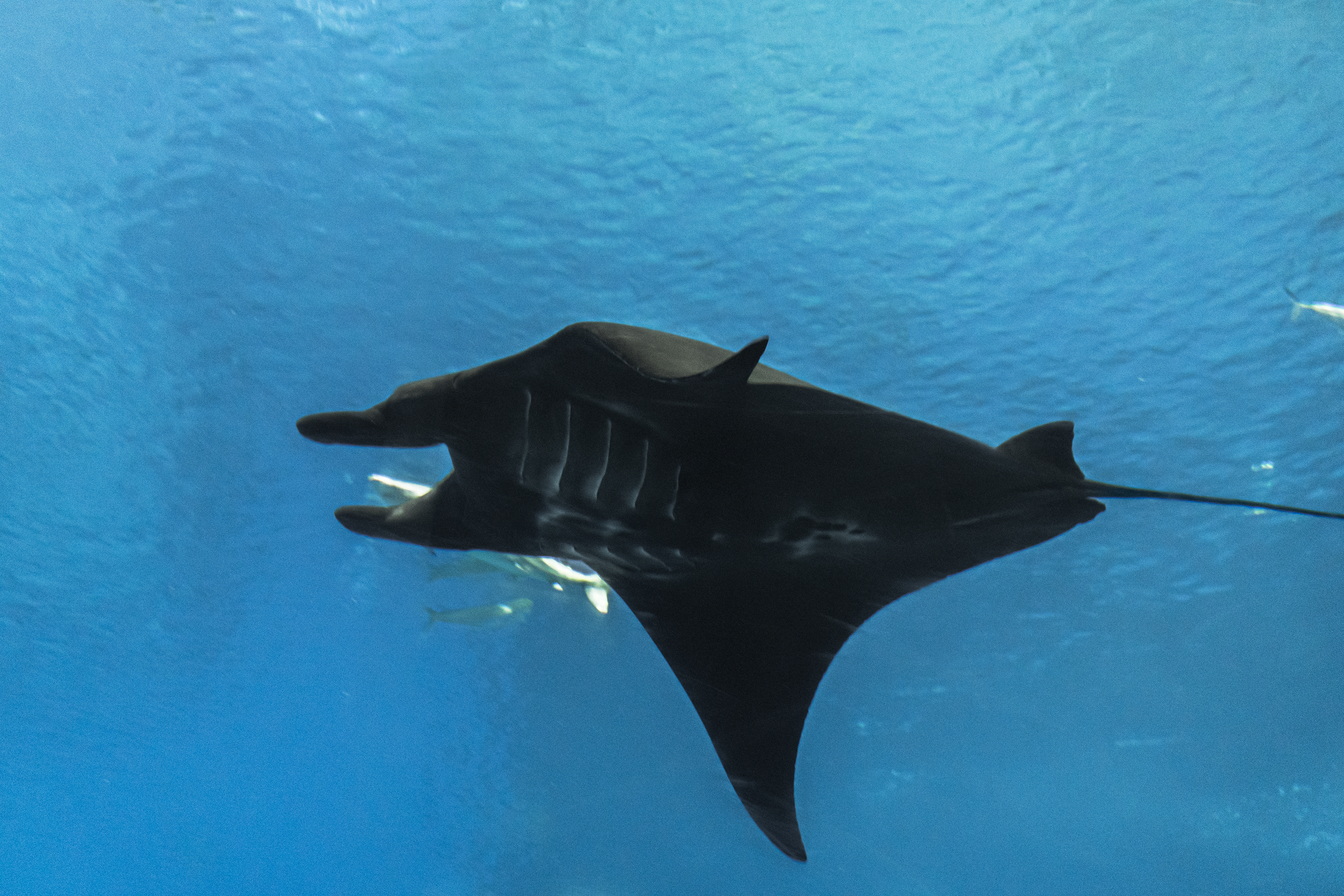
ナンヨウマンタの黒化個体

体盤の幅は最大5.5メートル、一般的に観察される平均サイズは3 - 3.5メートル。これは一般的に認識されている種の中で、オニイトマキエイに次いで2番目の大きさである（カリブ海で観察された現在学名が与えられていない種も、本種より大きいようだ）。
体盤は背腹方向に平らで、その左右には大きな三角形の胸鰭がある。前方には胸鰭の離鰭である一対の頭鰭がある。これらは遊泳中にはらせん状に巻き上げてコンパクトにまとめてあるが、餌を取るときは水流を口に送り込むために広がる。眼と鼻孔は頭鰭の後方の頭部側面にあり、5対の鰓裂は腹側にある。背鰭は小さく、尾鰭は長い鞭状。Mobula属の近縁種と同様に、尾鰭には棘のある剣はない。
背中側の色は黒ないし濃い藍色で、頭頂部に白ないし灰色の領域が点在している。これら白色斑の前縁は、口裂に対し平行ではなく正中部が後方へ向かう腹側は白く、黒い斑点やしみを伴うことがある。口裂の周辺は白い。これらの模様は、多くの場合個体の識別に使用できる。
鱗は楯鱗で、尖頭が1つだけで密集しない。体盤の表面には、可動部を除いて溝状の構造がみられない。歯は細長く、密集せず互いに接しない。

## 生態

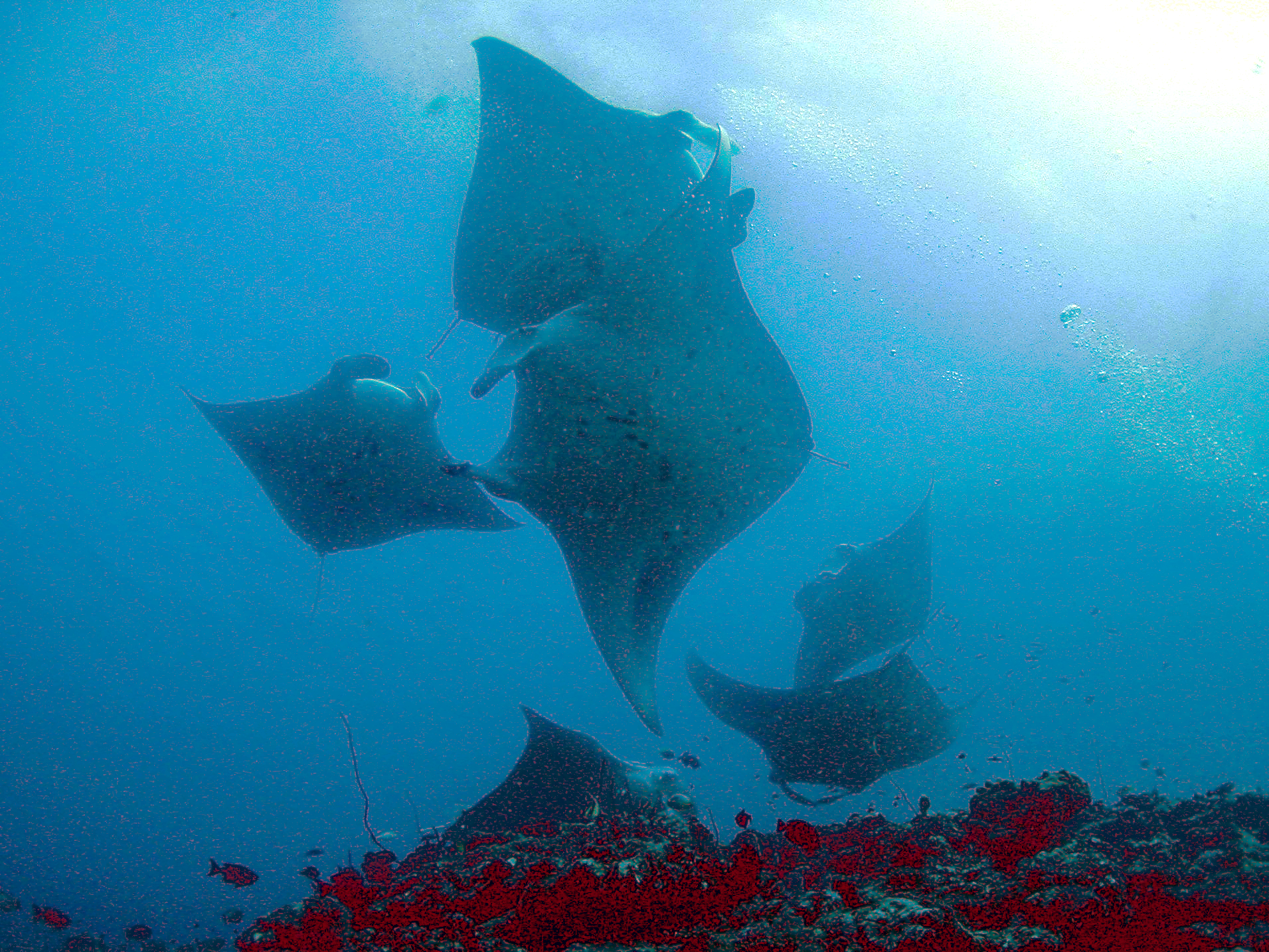
モルディブの個体群

食性は濾過食で、口を開けて海水と一緒にプランクトンを吸い込み、宙返りのような上下の旋回行動で濾しとって食べる。またこの方法以外にも集団で大きな円を描き食事する、二匹の個体が重なり合って食事するといったが行動などが確認されており、プランクトンの捕食の仕方には様々なパターンがあるとされる。
ニューカレドニア大学などの調査では、餌を求めて水深672メートルまで潜った個体が観察されている。
体についた汚れや食べ残しや、寄生虫などを食べもらうため、数匹のホンソメワケベラやコバンザメやブリモドキなどの小魚を従えていることが多い。また、鰭に噛み付いたり群れの中でメスをオスが追いかけ回して求愛行動をするため鰭先にマンタの噛み跡があるメス個体も多く確認されている。
卵胎生で、妊娠期間は12ヶ月前後、仔魚は子宮内で未受精卵（弟か妹）や脂質子宮液「子宮ミルク」を栄養源に成長し、総排出腔から一度に1 - 2尾の仔魚を産む。仔魚は産まれたときすでに体盤幅1 m以上あり、美ら海水族館で産まれた第1仔は体盤幅がおおよそ1.9 mあった。10年前後で成熟し、寿命は40年前後とされているが、調査によると50歳以上生きると言う説もあり、詳しくは分かっていない。
体が大きく、遊泳速度も24 km/hと比較的速いため、致命的な捕食者（天敵）はほとんどいない。イタチザメ（Galeocerdo cuvier）、ヒラシュモクザメ（Sphyrna mokarran）、オオメジロザメ（Carcharhinus leucas）、オキゴンドウ（Pseudorca crassidens）、シャチ（Orcinus orca）など、一部のサメと歯クジラだけが本種を捕食する。なお、捕食者の攻撃を逃れ、胸鰭の一部が欠けたままになっている個体も見られる。
脳化指数が非常に高く、脳の質量と体重の比率は魚類の中で（変温動物の中でも）最大級である。さらにオーストラリアの研究で、ナンヨウマンタは相互関係のある個体同士で友情を築き、そうした個体同士で集まって個体群をつくることが明らかになった。インドネシアのラジャ・アンパット海洋公園にて研究チームが複数の群れを追跡調査した結果、グループは偶然出くわした個体と群れている訳ではなく、知っている個体と付き合い、そうした個体との集団を作り行動するものと判明した。これは擬人化して例えると「友達を作り集団で行動する」という、魚類の中でも複雑で特異な社会性を持つことを示してる。また、オーストラリア沖で目の下に釣り針が引っかかったナンヨウマンタがダイバーを認識し、助けを求めた事例が報告されている。

## 人との関わり

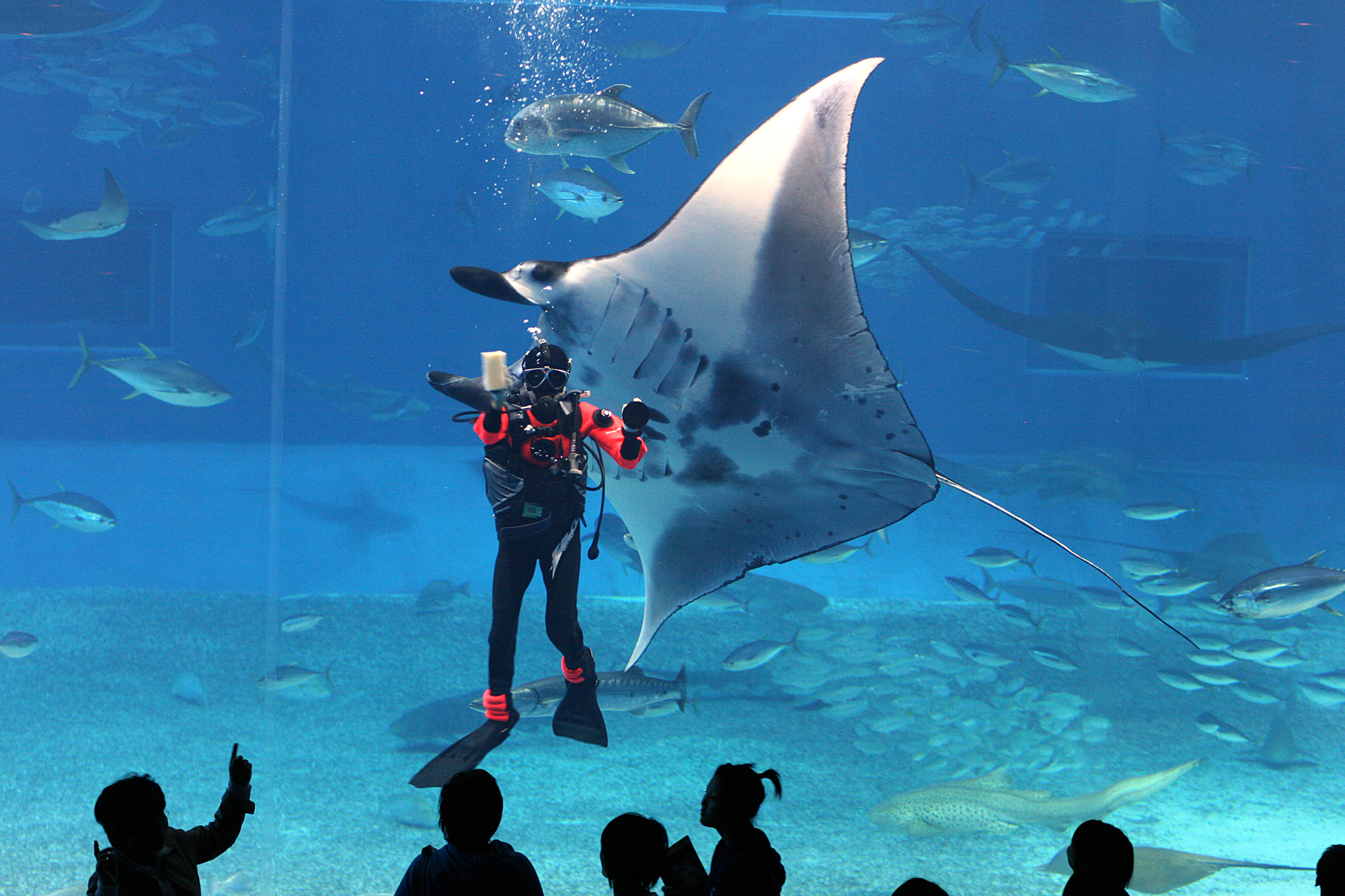
沖縄美ら海水族館の飼育個体

食用とされたり、皮革も利用される。また、鰓板が漢方薬になると信じられていることもある。医学的根拠はないが、本種に対する大きな需要を生み出している。
食用や薬用目的の漁獲、他の魚種の漁業に際してのよる混獲などにより、生息数は減少している。沿岸部の開発による幼魚の成育場所の破壊、海洋汚染、原油流出、船舶との衝突、気候変動などによる影響も懸念されている。2013年、オニイトマキエイ属はワシントン条約附属書IIに掲載された。妊娠期間が長く、一回の産仔数が少ない為繁殖率が低く、個体数は回復せず特定の地域では減少傾向にあり、このまま減り続けると自然に個体数が回復することは困難と思われる。
ナンヨウマンタのような大型魚類を飼育するにはかなりの広いスペースが必要となり、飼育例も多くはないが大型水槽が普及するにつれ、長期の飼育・展示することも可能になってきている。 現在ナンヨウマンタは日本国内では沖縄美ら海水族館と、アクアパーク品川で飼育されている。沖縄美ら海水族館では2015年にナンヨウマンタの黒化個体である「ブラックマンタ」の飼育展示を開始した。
過去には海遊館と大分マリーンパレス水族館(うみたまご)でも飼育されていた。うみたまごでは2012年に飼育を開始したが運搬時の傷が原因で展示から18日で死亡した。海遊館は1994年からナンヨウマンタの飼育を開始したが1999年から長期間飼育されていた個体が2013年に病死して以降搬入記録はなかっが、2024年11月13日から再び開始した。
2007年6月17日、沖縄美ら海水族館で飼育されていた本種が、第1仔であるメスの赤ちゃんを出産した。飼育環境下での出産は世界初といわれ、生態の研究が進むものと期待されていたが、父親個体の鰭による接触の打撲や追いかけられた際水槽の壁にぶつかり生じた傷などが原因で衰弱し、海上生簀に移されたが4日後の6月21日の朝に死亡が確認された。なお、同水族館では2008年6月17日、2009年6月24日、2010年6月26日、2011年6月24日と第2仔から第5仔の出産を立て続けに成功しているが、2012年5月13日に第6仔を死産した。翌年の2013年にも妊娠が確認されたが2013年5月31日に容体が急変、異常な遊泳の後着底し子宮ミルクを大量に排泄し始めた。出産間近だったこともあり第7仔は人為的に取り上げられたが母親個体は当日心停止が確認された。その後海上生簀にて第7仔の治療に専念したがその甲斐なく三日後に死亡が確認された。
性格はおとなしく好奇心旺盛で人懐っこいためダイバーからの人気は非常に高い。